# Segelfluggelände An den Sieben Bergen

i7
i11
i13
Das Segelfluggelände An den Sieben Bergen liegt im Ortsteil Wallenstedt der Stadt Gronau im Landkreis Hildesheim in Niedersachsen, etwa 4 km südöstlich des Zentrums von Gronau am Nordrand der Sieben Berge.

## Flugbetrieb
Das Segelfluggelände ist mit einer 250 m langen und 30 m breiten Start- und Landebahn aus Gras (Richtung 08/26) ausgestattet. Es besitzt eine Betriebszulassung für Segelflugzeuge. Der Start von Segelflugzeugen erfolgt per Windenstart. Der Halter und Betreiber des Segelfluggeländes ist der Luftsportverein Gronau/Leine e. V.

## Geschichte
Der Luftsportverein Gronau/Leine e. V. wurde 1951 gegründet. Er benutzt das Segelfluggelände An den Sieben Bergen seit 1967.